# Mondd együtt Noddyval!
A Mondd együtt Noddyval! egy angol nyelvet tanító animációs rövidfilmsorozat kis gyerekek számára. Noddyval és barátaival angolul lehet tanulni számukra izgalmas módon.